# Den ældste
 Der er for få eller ingen kildehenvisninger i denne artikel, hvilket er et problem. Du kan hjælpe ved at angive troværdige kilder til de påstande, som fremføres i artiklen.

Den Ældste er den anden bog i Arven-trilogien (på engelsk The Inheritance Cycle) af  af Christopher Paolini. Den første bog er Eragon, der også er lavet til film. Den Ældste blev første gang udgivet i hardcover-format den 23. august 2005, og udgivet i paperback september 2006. Den Ældste er også blevet udgivet som lydbog, og som ebook. Ligesom Eragon blev Den Ældste en New York Times bestseller. En deluxe udgave af Den Ældste blevet udgivet 26. september 2006, inkluderende ny information og kunst af både tegneren og forfatteren. Andre udgaver af Den Ældste er oversat til flere sprog.
Den Ældste begynder med at følge flere vigtige begivenheder startet op i Eragon. Historien er en fortsættelse af Eragon og sin drage Saphiras eventyr, der koncentrerer sig om deres rejse til elvernes rige for at udvide Eragons træning som Dragerytter. Andre plots i historien fokuserer på Roran (Eragons fætter), der leder indbyggerne i Carvahall til Surda, og Nasuada, der overtager sin fars rolle som leder af Varden. Den Ældste ender med en kamp på den Brændende Slette, hvor Eragon møder en ny dragerytter med sin drage. Dragen hedder Thorn og rytteren hedder Murtagh, der viser sig at være Eragons halvbror.
Anmeldernes modtagelse af Den Ældste var blandet. De negative anmeldelser påpegede lighederne mellem Den Ældste og andre værker såsom Ringenes Herre og Star Wars. De positive anmeldelser hyldede bogens temaer, som venskab og ære. Flere gange kommenterede anmelderne Den Ældstes stil og genre, mens andre overvejede muligheden af en film bygget over bogen – akkurat som Eragon.
| Bog | Spire Denne artikel om bøger og tidsskrifter er en spire som bør udbygges. Du er velkommen til at hjælpe Wikipedia ved at udvide den. |